# IX всемирный конгресс эсперантистов
IX всемирный конгресс эсперантистов состоялся 24—31 августа 1913 года в столице Швейцарии Берне, в нём приняло участие 1015 эсперантистов из 30 стран. Основными вопросами повестки дня конгресса было укрепление сотрудничества между национальными организациями эсперантистов, был также избран Языковой комитет.
Культурная программа конгресса включала в себя представление пьес на эсперанто, среди которых были «Джиневра» Э. Прива в исполнении актеров королевского театра Фландрии Х. Бертин и Ж. Версете совместно с непрофессиональными актёрами, «Отцовство» Марии Вольф и «Вильгельм Телль» Ф. Шиллера, режиссёр Г. Вакерлин.